# Jack Gleeson
Jack Gleeson (Cork, 20 maggio 1992) è un attore irlandese, noto per aver interpretato Joffrey Baratheon nella serie televisiva Il Trono di Spade.

## Biografia
Nato a Cork, si è poi trasferito a Dublino. Gleeson ha due sorelle, Emma e Rachel, entrambe attrici. 
Nel 2012 si è iscritto alla facoltà di Filosofia del Trinity College di Dublino, dove si è laureato nel 2015.

### Carriera
Gleeson ha iniziato a recitare all'età di sette anni all'Independent Theatre Workshop della città. I suoi primi ruoli sono stati in Il regno del fuoco (2002), Batman Begins (2005) e Shrooms - Trip senza ritorno (2007).
Nel 2011 è stato scelto per interpretare Joffrey Baratheon nell'acclamata serie Il Trono di Spade. Al termine delle riprese, nel 2014, ha dichiarato di volersi dedicare completamente agli studi, affermando la sua intenzione di ritirarsi dalla carriera di attore.
Nel luglio 2015 l'attore tornerà a lavorare in teatro, nella commedia da lui co-creata con alcuni compagni di università, Bears in Space, che ha debuttato a metà 2016 a New York.

## Filmografia

### Cinema
- Il regno del fuoco (Reign of Fire), regia di Rob Bowman (2002) – non accreditato
- Moving Day, regia di Rob Burke (2002) – cortometraggio
- Fishtale, regia di Paul Glynn (2003) – cortometraggio
- Tom Waits Made Me Cry, regia di Fergal Rock (2004) – cortometraggio
- Batman Begins, regia di Christopher Nolan (2005)
- Shrooms - Trip senza ritorno (Shrooms), regia di Paddy Breathnach (2007)
- La magia della vita (A Shine of Rainbows), regia di Vic Sarin (2009)
- All Good Children, regia di Alicia Duffy (2010)
- L'ultima vendetta (In the Land of Saints and Sinners), regia di Robert Lorenz (2023)

### Televisione
- Killinaskully – serie TV, 4 episodi (2006-2008)
- Il Trono di Spade (Game of Thrones) – serie TV, 27 episodi (2011-2014)
- Out of Her Mind – serie TV, episodi 1x03-1x05 (2020)
- Sex Education – serie TV, episodi 4x06-4x07 (2023)
- The Famous Five – serie TV, episodi 1x01-1x03 (2023-2024)
- The Sandman – serie TV, episodio 2x03-2x08 (2025)

## Doppiatori italiani
Nella versione in italiano, Jack Gleeson è stato doppiato da:
- Niccolò Guidi in L'ultima vendetta, The Sandman
- Manuel Meli ne Il Trono di Spade